# SRV återvinning
SRV återvinning AB är ett svenskt, kommunalägt återvinningsföretag med verksamhet inom avfallshantering. Företaget har huvudkontor i Huddinge kommun och ägs gemensamt av kommunerna Huddinge, Haninge, Nynäshamn, Botkyrka och Salem, alla i södra Stockholm. SRV har idag (2019) 227 anställda och hämtar sopor från 124 000 hushåll (2014) i ägarkommunerna.[källa behövs]

## Historia
SRV grundades 1949 av Huddinge kommun under namnet Huddinge Renhållningsverk. I början användes endast två sopbilar, jämfört med dagens 65.[när?] 1972 bildades Södertörns Renhållningsverk när både Haninge och Botkyrka kommun blev delägare i företaget. På 1970-talet tillkom även Nynäshamn och Salems kommun som ägare i företaget och totalt ägdes då företaget av fem kommuner på Södertörn. På 1970-talet ändrade även företaget inriktning mot återvinning och 1995 bytte företaget namn från Södertörns Renhållningsverk till SRV återvinning.

## Verksamhet

### Anläggningar
Sedan starten 1949 driver SRV en återvinningscentral utanför Gladö kvarn i Huddinge kommun, Sofielunds återvinningsanläggning, där SRV samlar in hushålls- och industriavfall. På anläggningen har SRV även en förbehandlingsanläggning för matavfall, där man omvandlar matavfall till en pumpbar vätska som kallas slurry, som är grunden för att producera biogas och biogödsel. I juni 2014 togs även första spadtaget för att bygga en biogasanläggning i anslutning till förbehandlingsanläggningen. På anläggningen kan man ta emot cirka 50 000 ton matavfall per år.[källa behövs]

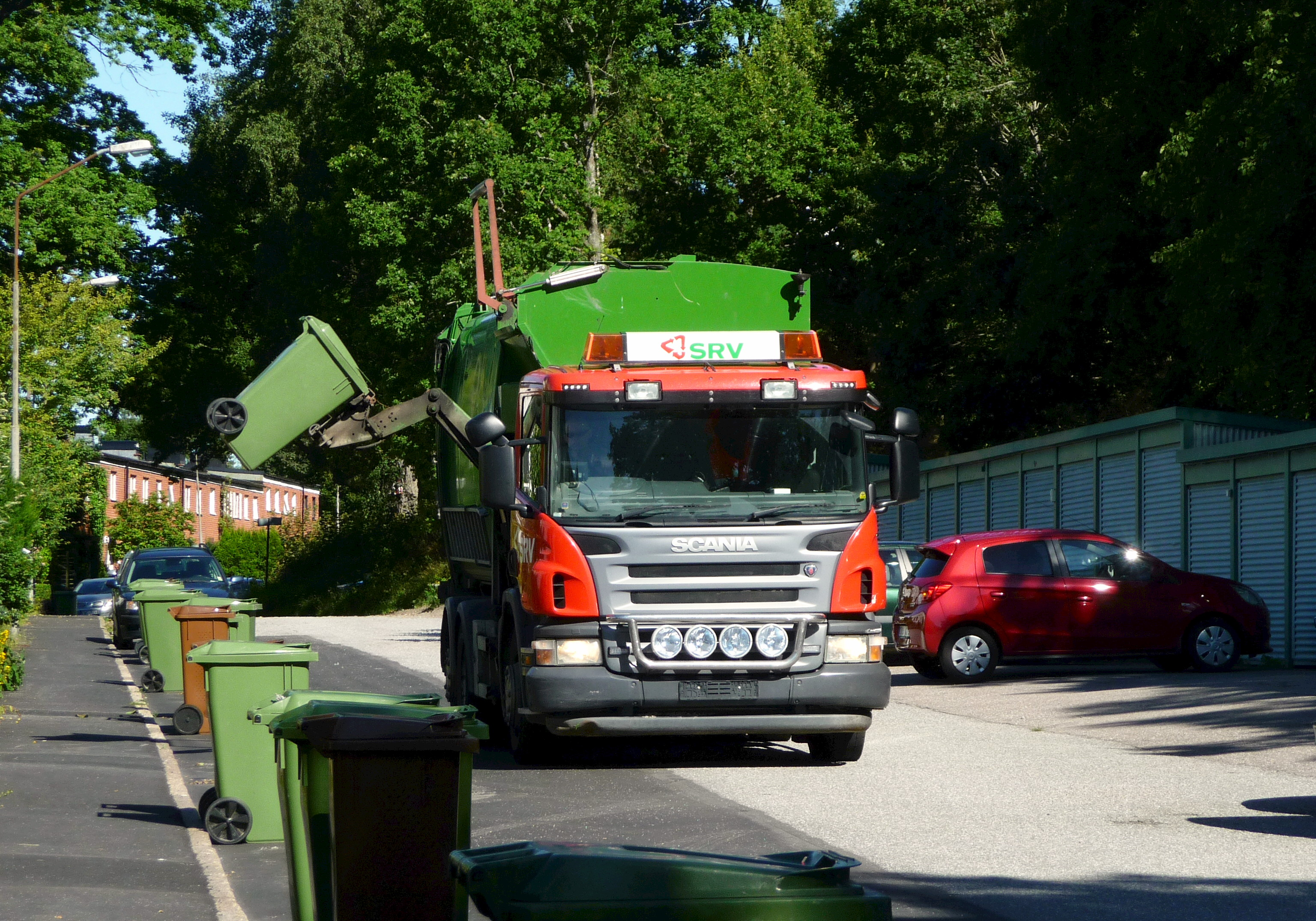
Sophämtning med en av SRV:s bilar.
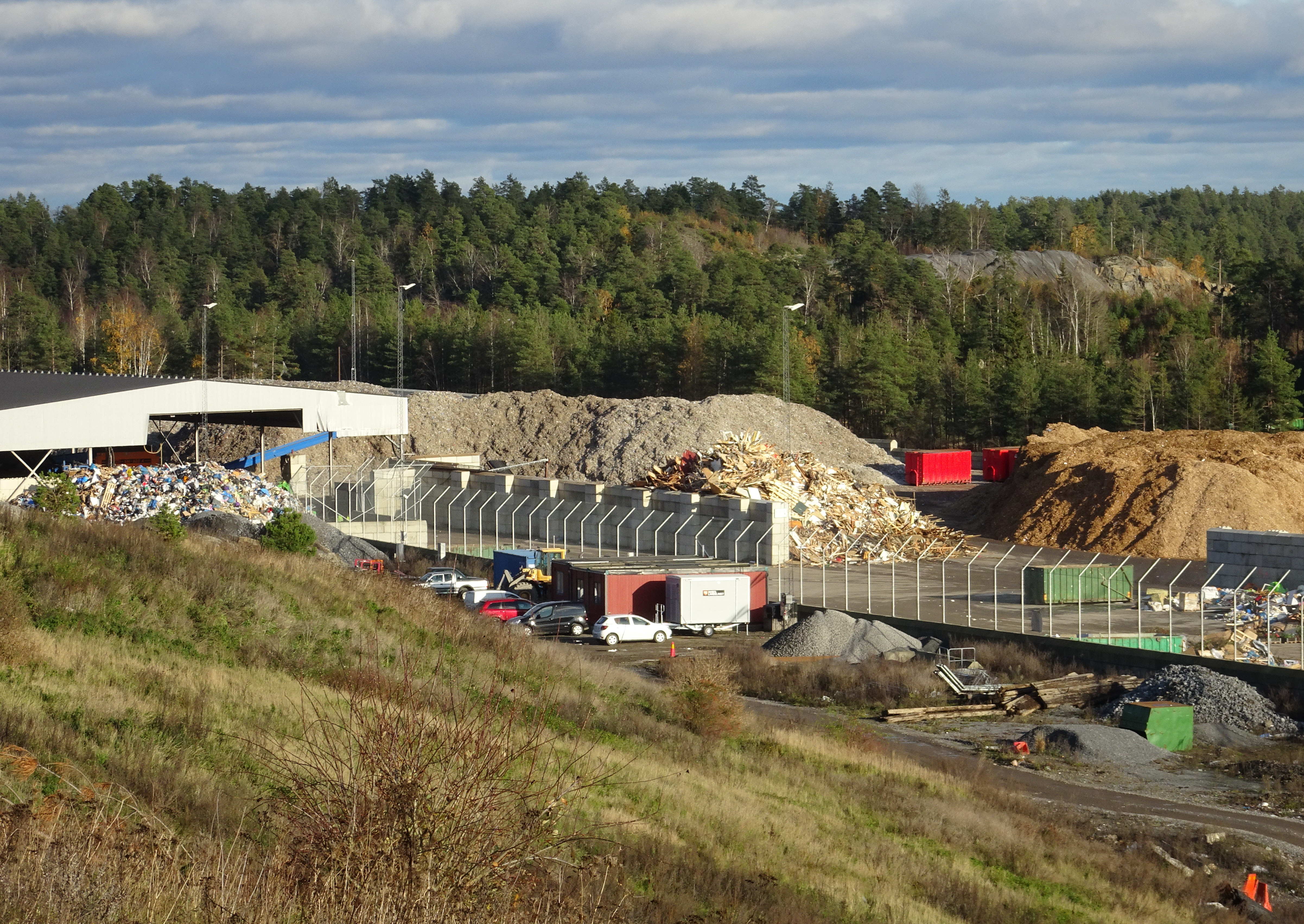
Sofielunds återvinningsanläggning.